# 福华街街道
福华街街道，是中华人民共和国河南省郑州市二七区下辖的一个乡镇级行政单位。

## 行政区划
福华街街道下辖以下地区：
福华北街社区、福华南街社区、永安东街社区、苗圃花园社区、小赵砦社区、陇海中路社区、航海北街社区、新浦东街社区、新圃西街社区和铁道家园社区。